# Федоренко Кузьма Антонович
Кузьма Антонович Федоренко (13.11.1920) — радянський військовик, доктор військових наук, генерал-лейтенант.

## Життєпис
Народився в багатодітній селянській родині у селі Воронинці на Полтавщині. Батько Федоренко Антон підтримував більшовицьку окупацію, обирається першим головою «сільської ради депутатів трудящих».
1928 року Кузьма йде до Воронинцівської школи, яку закінчує 1931 року. Потім вчиться у Лазірківській середній школі.

### У Другій світовій війні
З 1941 року Кузьма на фронті німецько-радянської війни, служить танкістом. Згодом молодий офіцер, нагороджений багатьма урядовими нагородами, продовжує службу у Збройних силах СРСР.
У серпні 1943 року призначається на посаду командира танкової роти, а потім помічником начальника штабу 12-го окремого важкого танкового полку прориву.
1944 р. — направляється до Ленінградської вищої офіцерської школи. Після її закінчення в березні 1945 року призначається заступником начальника штабу 57-го гвардійського важкого танкового полку, потім 78-ї танкової полки 6-ї гвардійської танкової дивізії 3-ї гвардійської танкової армії, в складі якої і закінчила війну в званні гвардії майора.

### Після війни
У кінці 40-х років ХХ ст. командування Московського військового округу посилає Кузьму навчатись у військову академію ракетних військ. Закінчивши її, Кузьма присвячує себе науковій праці в галузі ракетних військ.
З 1947 року відвідує Військову академію бронетанкових і механізованих військ РА, після закінчення — старший офіцер оперативної частини 5-ї танкової армії Білоруського військового округу, а пізніше і начальником відділу. З 1956 по 1958 рік проходив службу в посаді начальника штабу 29-ї танкової дивізії 5-ї танкової армії.
1958 р. — навчання в Академії Генерального штабу Збройних Сил СРСР. Через два роки, успішно закінчив академію, призначається на посаду довіреної генерали на Центральний командний пункт РВСП.
В 1963 році Кузьма Антонович призначається заступником начальника одного з відділів Головного штабу РВСП, а з 1974 року — заступником начальника Головного штабу.
У 1968—1975 роках брав активну участь у розробці, освоєнні серійного виробництва та постановці на бойове тримання різних систем автоматизованого управління військами.
Лютий 1967 р. — захистив кандидатську дисертацію, в травні 1970 року йому присвоєно ступінь доктора військових наук, а в 1977 році — звання професора.
1975 р. — заступник начальника Військової академії ім. Дзержинського.
Спочатку закінчує ад'юнктуру (стає кандидатом військових наук), а після закінчення академії Генерального штабу — докторантуру. Федоренко стає доктором військово-технічних наук, отримує звання професора.
1970 року стає лауреатом Державної премії СРСР за заслуги в розвитку ракетної техніки країни. У цей час він мав військове звання генерал-майора і працював заступником начальника академії ракетних військ. Кузьмі присвоюється звання генерала-лейтенанта.
1974—1975 рр. — начальник гарнізону військового містечка Власиха.
1990 р. — йде на пенсію.

## Нагороди
- Державна премія СРСР (1970) — за великий внесок у науку та успішне введення в експлуатацію системи автоматизованого управління «Сигнал»
- орден Вітчизняної війни 1 ст. (1985) і 2 ст. (1944)
- Трудового Червоного Прапора (1975, 1981)
- Червоної Зірки (1944, 1954 1967), медалі[3]
- внесений в енциклопедію «Найкращі люди Росії»